# Bjørn Tore Taranger
Bjørn Tore Kronen Taranger (ur. 23 kwietnia 1979 roku) – norweski lekkoatleta.

## Rekord światowy
W listopadzie 2024 roku Bjørn Tore Taranger pobił światowy rekord w bieganiu na bieżni. W ciągu 24 godzin przebiegł 270,16 kilometrów.

## Medale
| Lokata | Zawody                   | Rok                                |
| ------ | ------------------------ | ---------------------------------- |
| Złoto  | Ultramaraton na 100 km   | 2013, 2014, 2018                   |
| Złoto  | Ultramaraton 24-godzinny | 2012, 2013, 2014, 2015, 2017, 2023 |
| Srebro | Ultramaraton 100 km      | 2012, 2015, 2016                   |
| Srebro | Ultramaraton 24-godzinny | 2019, 2021                         |
| Srebrp | Ultramaraton 6-godzinny  | 2011                               |
| Brąz   | Ultramaraton na 100 km   | 2022                               |